# جان ديلومو
جان ديلومو (بالفرنسية: Jean Delumeau)‏ (1923 - 2020)، هو مؤرخ فرنسي متخصص في تاريخ الكنيسة الكاثوليكية ومؤلف العديد من الكتب المتعلقة بالموضوع. شغل منصب رئيس تاريخ العقليات الدينية (1975-1994) في كلية فرنسا وعضو في أكاديمية النقوش والآداب. توفي يوم 13 يناير 2020 بمدينة نانت.

## روابط خارجية
- جان ديلومو على موقع IMDb (الإنجليزية)